# Valdemar III
Valdemar III (1314-1364) va ser breument rei de Dinamarca del 1326 al 1329, quan encara era menor d'edat, així com en 1325-26 i de 1330-1364 fou duc de Schleswig com a Valdemar V. Fou un rei rival contra el fracassat Cristòfor II de Dinamarca i rebé àmplia oposició per moltes de les seves decisions. El seu període va acabar quan va abdicar. De vegades, el rei anterior Valdemar el Jove és anomenat Valdemar III en el seu lloc.

## Biografia
El pare de Valdemar va ser el duc Eric II de Schleswig i la seva mare era Adelaida, filla d'Enric I de Rendsborg.
Quan el seu parent llunyà Cristòfor II de Dinamarca va ser bandejat del seu regne, el Holsteiner i els danesos de l'alta noblesa es van disposar a triar un nou rei. La seva elecció va recaure en el Duc Valdemar V de Schleswig, d'onze anys, que era el cap de la branca descendent de rei Abel de Dinamarca. A causa de la seva curta edat, el seu oncle matern, el poderós comte Gerard de Rendsborg (Gerard III de Holstein), que també era el major creditor hipotecari de Dinamarca, va ser nomenat regent i tutor ("grev Gert" o "Den kullede Greve").
La promissòria ascensió de Valdemar al tron va ser almenys tan estricta com ho havia estat la de Critòfor. Hi va haver algunes disposicions noves, com ara que tots els castells reials de Escània havien de ser demolits, i tots els nobles tenien dret a fortificar casa seva. L'acord més important, però va ser anomenat Constitutio Valdemariana que prometia que en el futur, una mateixa persona no podia ser governant de Slesvig i Dinamarca a la vegada.
Valdemar a conseqüència d'això, va renunciar al seu patrimoni, Schleswig, i infeudà al seu oncle i tutor, mitjançant el qual el primer membre de la casa Holstein esdevenia duc: Gerhard, duc de Jutlàndia (o Jutlàndia del Sud o Schleswig).
Dinamarca, en la pràctica, es trobava completament, en mans de certs nobles. Això no era popular entre els camperols. Una part dels nobles eren estrangers, i havien establert fins i tot nous impostos. En 1328, els camperols de Sjælland es van revoltar, tot i que la rebel·lió va ser sufocada. En 1329, va ser el torn de la rebel·lió a Jutlàndia. Allà els camperols van aconseguir millors resultats, però al final les revoltes també van ser sufocades. Finalment, el comte de Gerhard va abandonar en nom del seu rei, i el 1329 es va permetre a Cristòfor II tornar al tron. Valdemar va tornar a ser duc de Schleswig, on va regnar fins a la seva mort el 1364.
En 1340, va donar la seva única germana, Helvig de Schleswig, en matrimoni amb Valdemar IV, el nou rei de Dinamarca. Durant la resta del seu regnat va portar una política canviant cap a Dinamarca, en la qual va alternar la guerra i amb la cooperació.
Valdemar va morir el 1364. Estava casat amb Richardis de Schwerin (morta el 1384), filla del comte Günzelin VI de Schwerin-Wittenburg. Van tenir dos fills, Valdemar (1338-1360) i Enric (1342-1375). Enric succeí a son pare com a duc de Schleswig a la seva mort.